# Petőfi Sándor Gimnázium (Budapest)

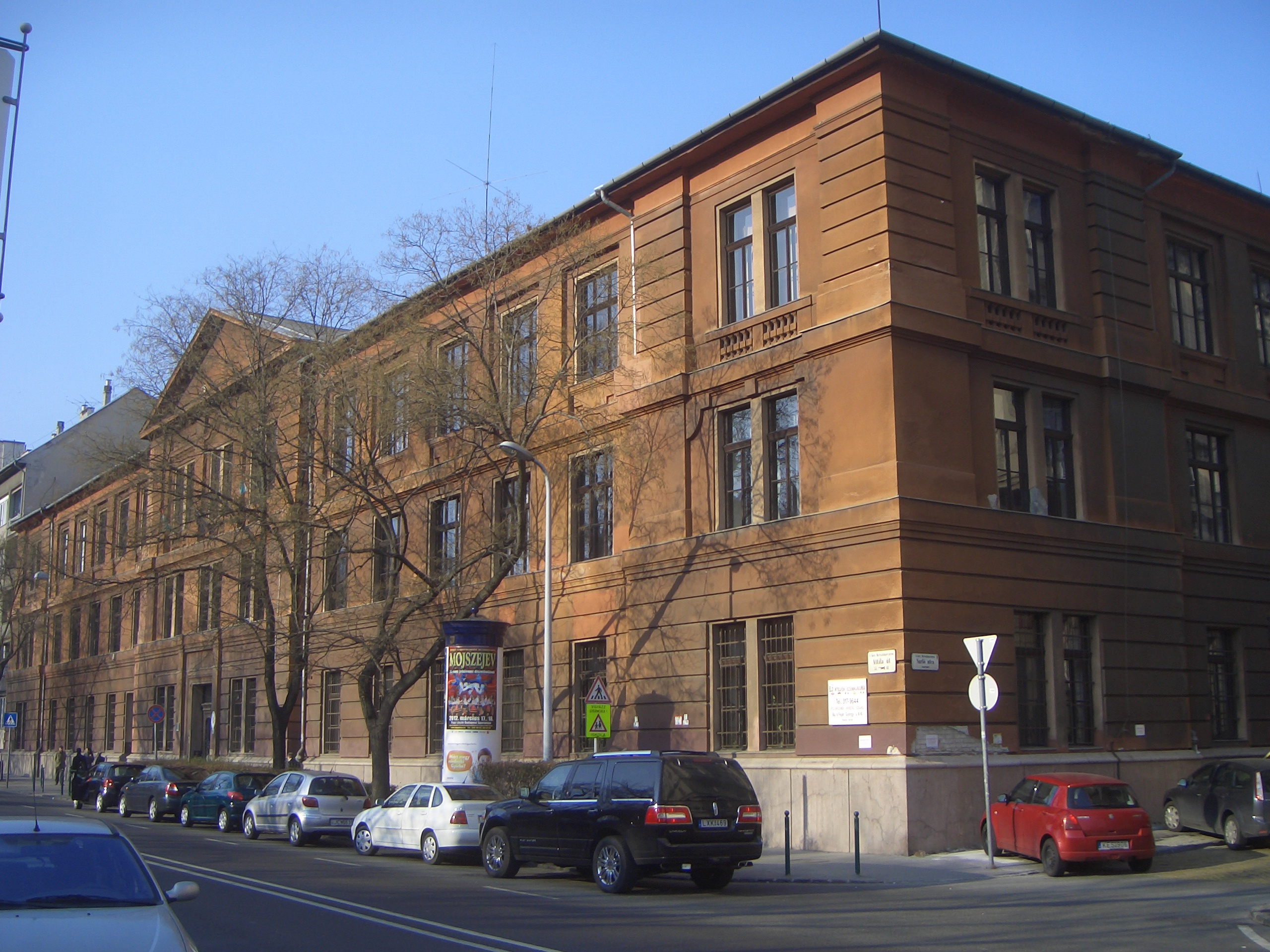
Az épület 2012-ben

A Petőfi Sándor Gimnázium (gyakori rövidítése: PSG) egy hagyományos négy évfolyamos gimnázium, amely a főváros I. kerületében 1892 óta működik. Az iskola korábbi elnevezései:  I. ker. M. Kir. Áll. Főgymnasium, majd Verbőczy István Gimnázium voltak. 1964 óta hivatalos elnevezése Budapest I. Kerületi Petőfi Sándor Gimnázium.

## Áttekintés
Az alapítás nehézségei után Buda egyik  leggyönyörűbb részén, a Várhegy és a Tabán közötti völgyben épült meg az iskola új épülete, az Ördög-árok keleti partján, szemben az 1878 óta álló Budai Tornacsarnokkal. A gimnázium épülete 1900-tól áll ott a mai napig. A kezdetben háromemeletes épület a Budapest ostromában elvesztette harmadik emeletét. Az épület mögött a királyi Vár, az iskola előtt a Horváth-kert húzódik. Az iskola 1921-ig működött I. kerületi Magyar Királyi Állami Főgymnasium néven, 1921 és 1946 között Verbőczy István Gimnázium, 1946 óta Petőfi Sándor Gimnázium néven ismert. Kezdetben fiúiskola, koedukált osztályokat 1963 óta indít. Jelenleg kb. 500 tanulója van.
Az iskola fennállása során több profilváltáson esett át és szinte  minden alkalommal tudott maradandót nyújtani. 1924 és 1942 között reálgimnáziumként működött, a hetvenes években pedig az ország egyik legjobb fizikatagozata működött itt.
A hatvanas és hetvenes években országos ismertségű zenei élet folyt az iskolában, kamarazenekarral és kórussal, saját építésű orgonával. A zeneterem 2003 márciusa óta a zenei együttes alapítójának és karnagyának, Abszinger Gyula tanár úrnak a nevét viseli.
Csaknem két évtizeden át, 1972 és 1991 között a Petőfi Budapest közismert sportgimnáziumaként működött.
A tagozatos rendszer országos elsorvasztása (1980-as évek) és a sportosztályok megszűnése után az iskola markáns profil nélkül maradt. 2004 óta működtetnek ún. speciális nyelvi előkészítő osztályt, az iskola népes nyelvtanári gárdával rendelkezik.
Az iskolaszerkezettel kapcsolatos átalakulások a Petőfit hátrányosan érintették. Jó lelkiismerettel folytatták a négyosztályos képzést. A budai és belvárosi gimnáziumok közül szinte egyetlenként nem indítanak sem hat, sem nyolc évfolyamos osztályokat. Jelenleg 4 párhuzamos osztály működik minden évfolyamon, közülük az egyik speciális nyelvi előkészítő osztályként indul, és így 4+1 évfolyamos képzésként kerül meghirdetésre.

## Az épület
Az épület eredendően oktatási célokra készült Alpár Ignác tervei szerint. Az eredetileg három emeletes építmény az 1944–45-ös ostrom során elvesztette harmadik emeletét, és csak két emeletes formában építették újjá.
Jelenleg 32 tanterem üzemel (18 osztályra) Tornateremmel, fizika, kémia, biológia előadóval, rajz illetve énekteremmel rendelkezik. Az informatikai oktatást két szaktanterem szolgálja. Az iskola területén két sportudvar található. 1992 óta újra és újra felmerül az egyik udvar befedésének gondolata - a tervrajzok megvannak. Ebben az esetben a fenntartó egy többfunkciós sportcsarnokhoz jutna. 2001 óta működik a csillagászati észlelőtorony, melyet az iskola tanárai szabadidejükben építettek (ez ad otthont a gimnázium 1988 óta működő Csillagász Szakkörének). 2014 nyarán az épület általános műszaki felújításon esett át, színét a korábbi barnáról világos drappra változtatták.

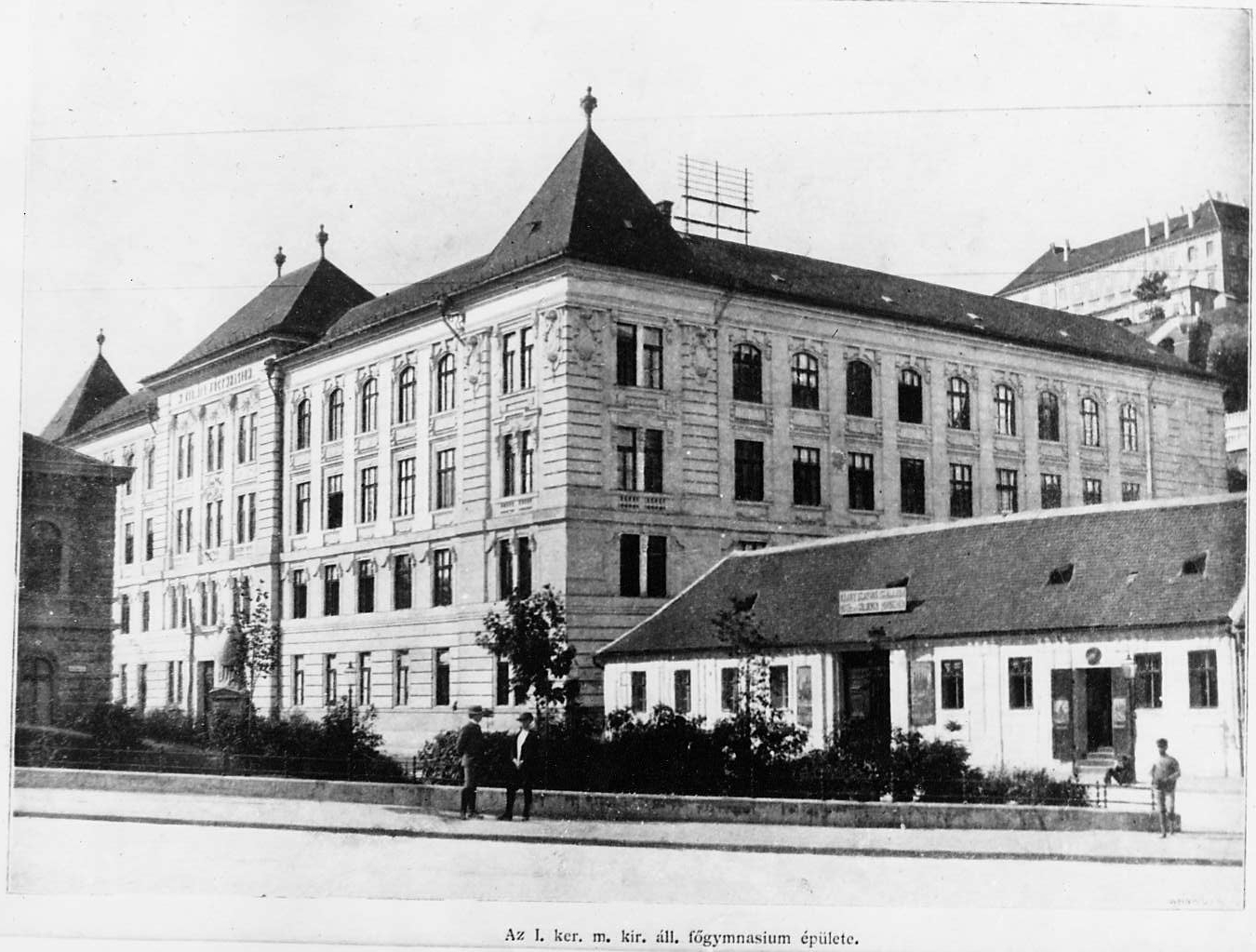
Az épület a 20. század elején
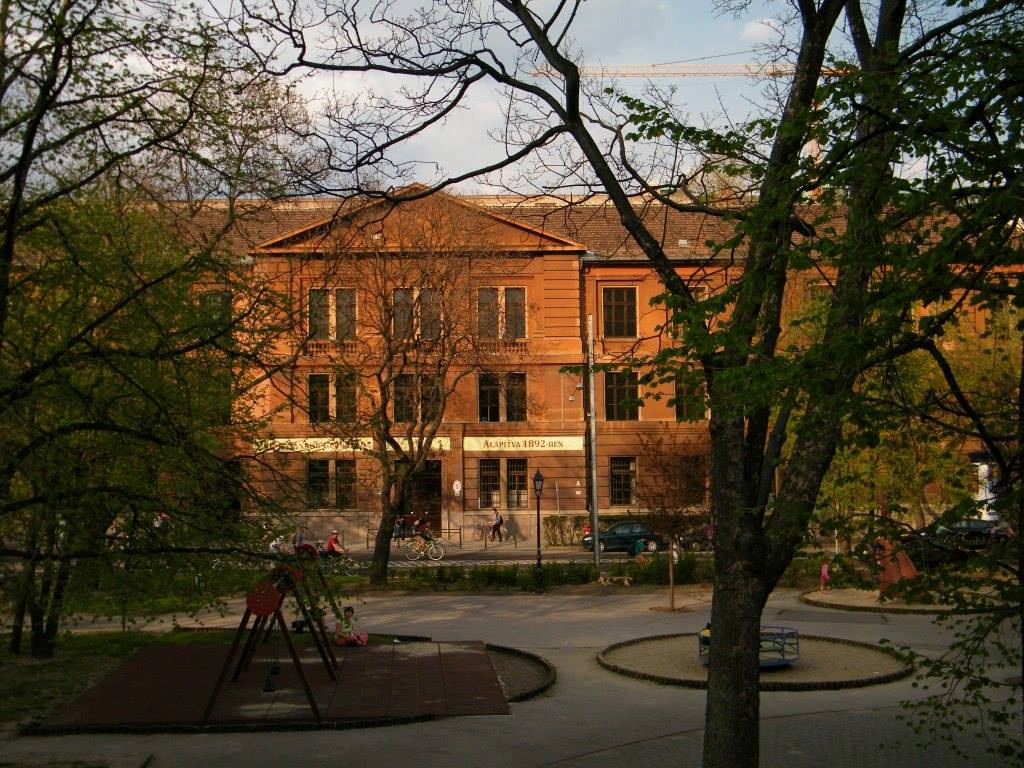
Az épület 2013-ban (felújítás előtt)
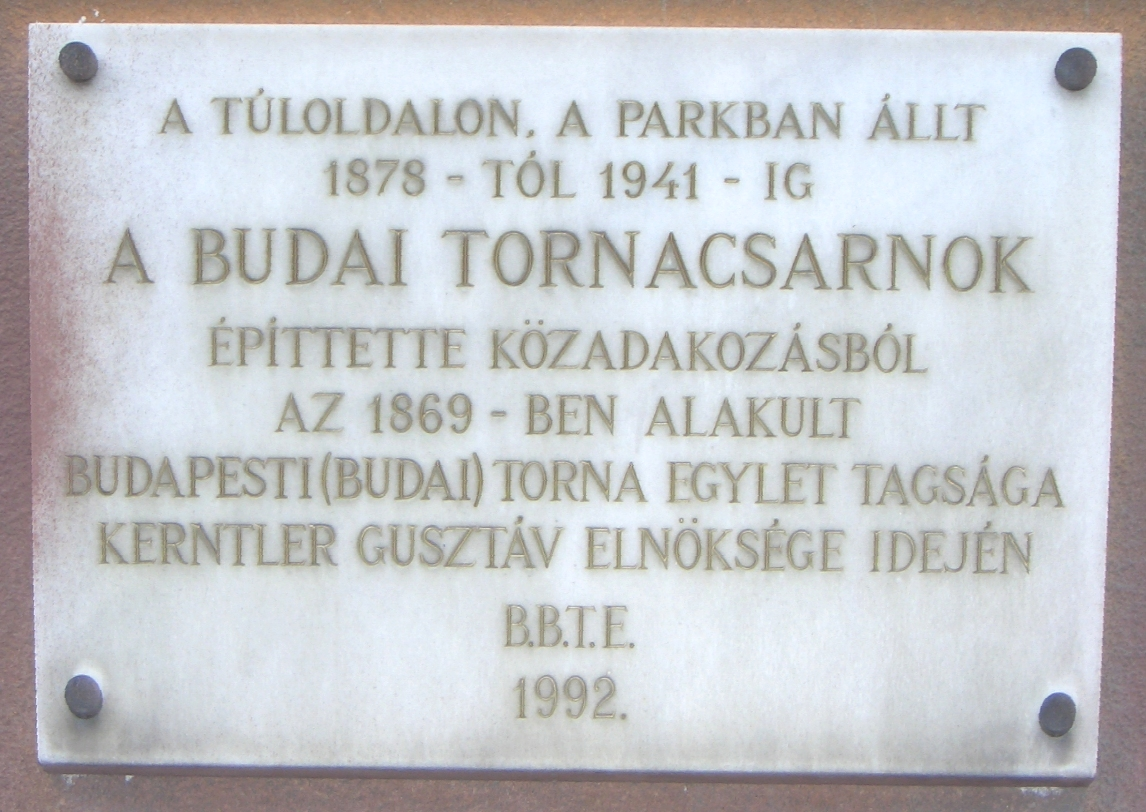
A Budai Tornacsarnok emléktáblája a gimnázium oldalán
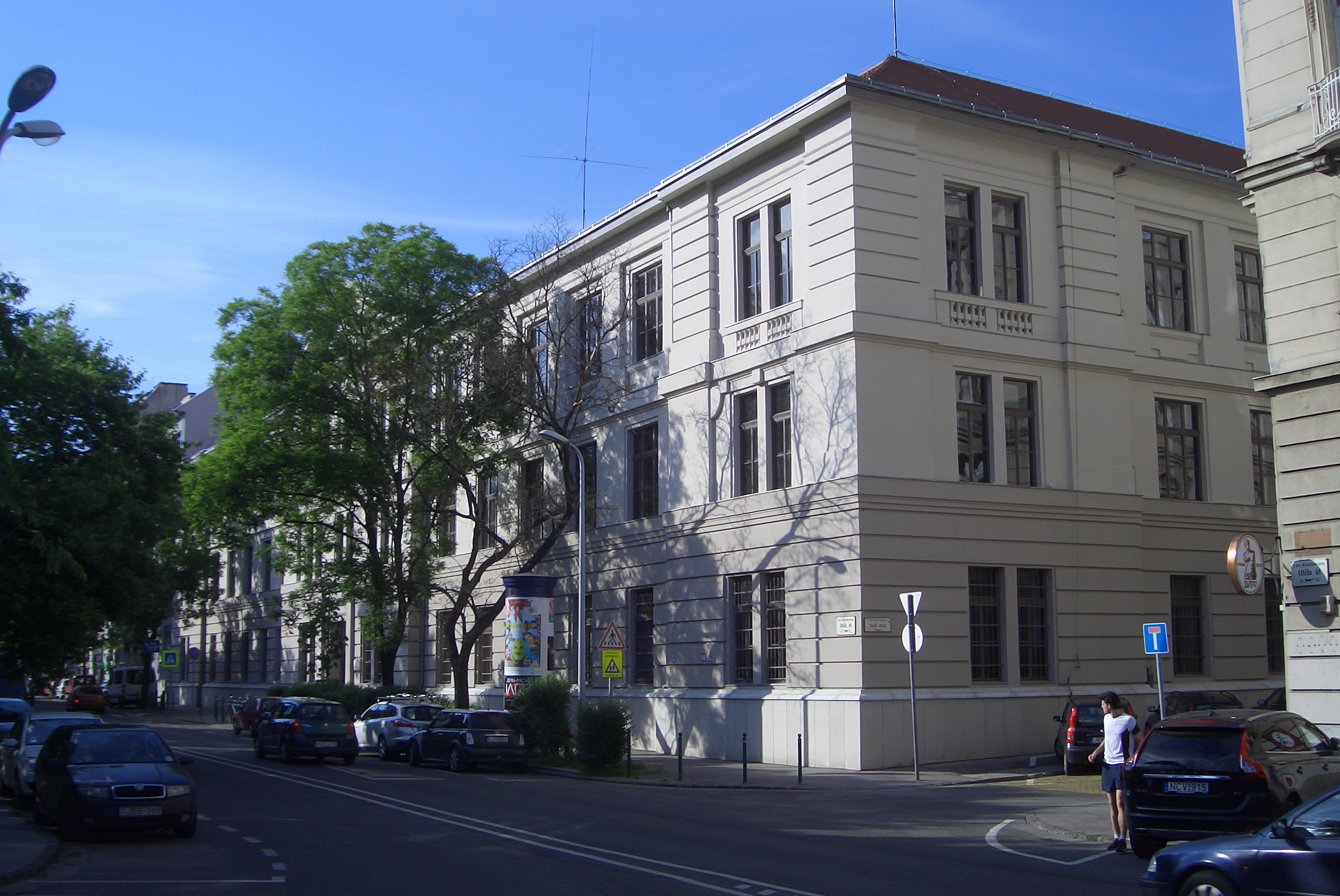
Az épület déli sarka 2016-ban (felújítás után)
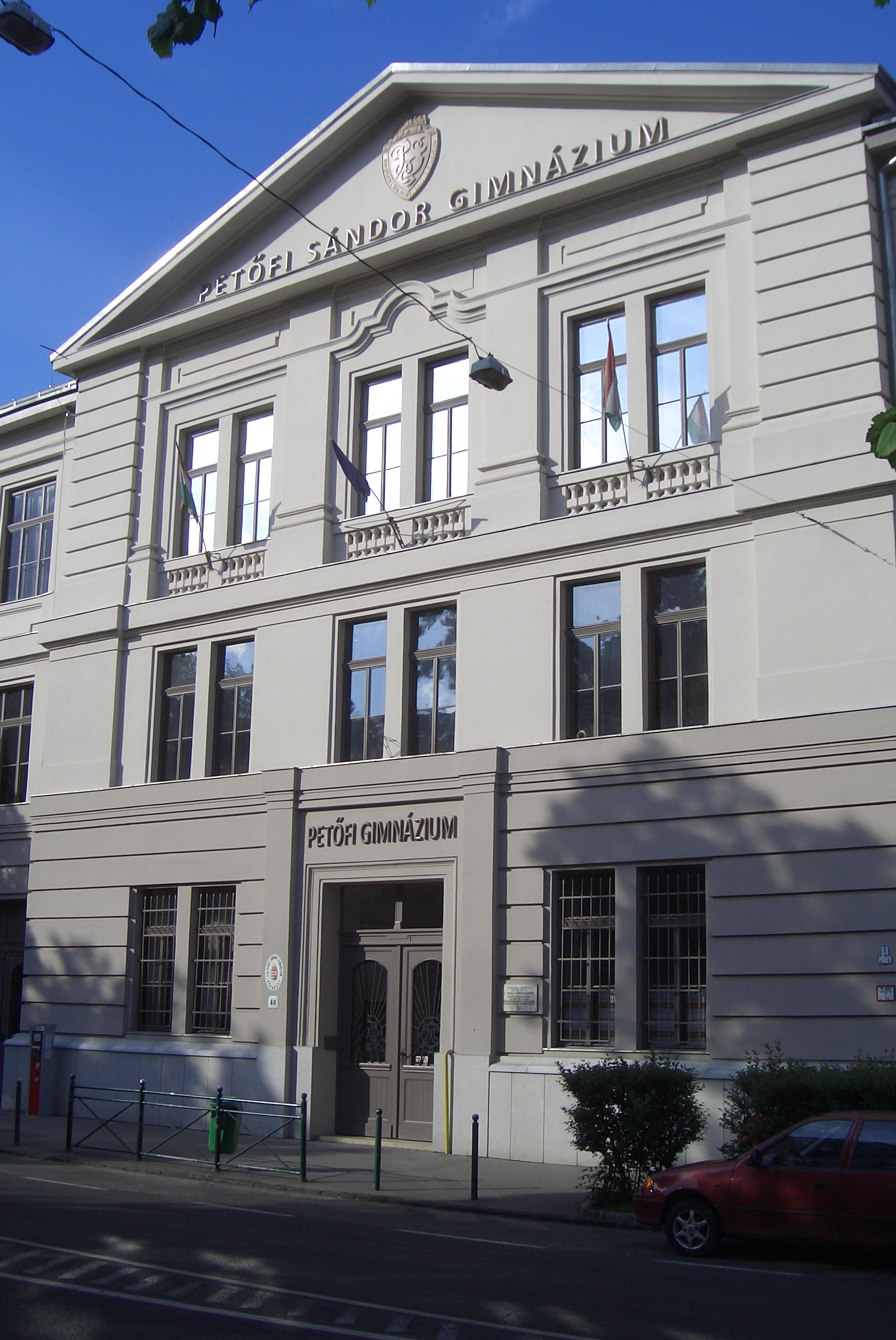
Homlokzat és főbejárat 2016-ban (felújítás után)

## Hírességek
Az iskola sok hírességet  bocsátott  útjára. Leghíresebb közéleti szerepet betöltött növendékei Göncz Árpád és Schmitt Pál köztársasági elnökök, Medgyessy Péter miniszterelnök, Kupa Mihály pénzügyminiszter. A tudományos élet résztvevői közül Sótonyi Péter, a SOTE volt rektora, Szelényi Iván szociológus, Báthory Zoltán pedagógus, közoktatás-politikus, Litván György történész, Kornai János közgazdász, Böröcz József szociológus, Bozóki András politológus, kulturális miniszter.
Művészek: Tandori Dezső író, Bárdos Lajos és Vujicsics Tihamér zeneszerzők, Ferencsik János karmester, Sebestyén János orgonaművész, rádiós személyiség, Benkő László rockzenész, Máté Péter énekes, Török Ádám zenész, Csonka András, Helyey László, Papp Zoltán, Zsolnay András színészek, Makovecz Imre építész. Itt érettségizett József Attila és Radnóti Miklós is.  A gimnázium tanára volt Nemes Nagy Ágnes költő.
Sportolók: Abay Péter olimpiai ezüstérmes magyar kardvívó, Gerevich Pál vívó, Molnár Dániel, id. és ifj. Knézy Jenő sportriporterek, Noszály Sándor, Markovits László teniszezők (utóbbi a Vasas SC jelenlegi elnöke), Steinmetz Ádám vízilabdázó, Csom István és Ivánka Mária versenysakkozók.
A névsor csalóka, mert ezek az úgynevezett „híres emberek”, a kiváló orvos, fizikus, mérnök, bölcsész tanítványok kevésbé ismertek, de – az öregdiák-találkozók tanúsága szerint – ők is hasonló módon kötődnek az iskolához.

## Közösségi élet
A Petőfi Sándor Gimnázium Németországban a memmingeni gimnáziummal létesített jól működő cserekapcsolatot, amely immár 1983 óta tart. A francia nyelvet tanulók Svájcba, az első kerület testvérvárosának (Carouge-nak) iskolájába szoktak évente ellátogatni (1994 óta). A csillagászati szakkörről már több cikk is megjelent a sajtóban. A Filmklub igényes koncepcióval működik, szervező tanárai rendszeresen publikálnak a médiaismerettel foglalkozó szaklapokban. Iskolaújságot jelentetnek meg PETŐFIgyelő címmel. Gólyatábort 1998 óta rendeznek, egyre bővülő programmal.
A színjátszó kör 1966 óta folyamatosan működik - ezt a hagyományt az iskola feltétlenül megőrzendőnek tekinti. Saját nevelésű színészek: Csonka András, Rudolf Teréz, Papp Zoltán, Helyey László stb.

## A „sportgimnáziumi” korszak
Mivel a gimnázium a köztudatban még mindig sportgimnáziumként szerepel, érdemes kicsit részletesebben megvizsgálni ennek a képzési formának a történetét.
Az országosan első testnevelés tagozat 1972-ben indult, válogatott diákokkal és válogatott tanárokkal, alaposan átgondolt pedagógiai program alapján. A módszer lényege az volt, hogy heti 5-6 testnevelési órán a tanulók megszerzik azokat a fizikális alapokat, amelyek a sporttevékenységükhöz szükségesek, és eközben gyakorlatilag utazgatás, időveszteség nélkül, a versenyzést és a tanulást jól koordinálva  tudják az iskolát folytatni. Az 1970-es években a Petőfi módszertani központja volt a hasonló tantervű iskoláknak. Ez a kezdeti korszak feltétlenül eredményesnek tekinthető - bár már ekkor látszott, hogy a tanulmányi eredmények nehezen követik a sportsikereket. Az utolsó testnevelés tagozatos osztály 1987-ben indult. A sportvilág változása miatt 1983-tól ún. speciális sportosztályokat indítottak a KSI finanszírozásával. Itt már a diákok nem tanultak készségtárgyakat (testnevelést sem!), hanem az érettségire optimalizált óraterhelés mellett folytatták tanulmányaikat, és próbáltak eleget tenni a rengeteg edzés és verseny követelményének. Ezek az osztályok rengeteg sikert, „híres embert” termeltek a Petőfinek, az érettségi tárgyakra áldozott pluszórák pedig sikeres érettségiket eredményeztek. A sportosztályok tanulmányilag mégis problémássá váltak. Egy diákparlamenten a tagozatos diákok maguk vetették fel ennek a képzési formának a megszüntetését. A sportvonal megítélése a mai napig nem egységes, de tény, hogy az iskola vezetése 1991-től kezdve már nem indított speciális sportosztályt.

## Reálgimnáziumi hagyományok
A Verbőczy Gimnázium a Klebelsberg-féle reálgimnáziumi koncepció keretében 1924 és 1942 között működött reálgimnáziumként. Diákjai az 1920-as években feltűnő sikereket értek el természettudományokból, elsősorban fizikából. Budapesten reáltárgyakból a Verbőczy ekkor a felekezeti iskolákat is megelőzve az első helyet foglalta el. Ezen tanulók már nem élnek, viszont a 70-es évek fizika tagozatosai még tartják a kapcsolatot az iskolával, közülük számosan futottak be jelentős tudományos illetve műszaki karriert. Több versenygyőztesük van (Fizika OKTV 2., 5., 8. hely, 1977). Mivel velük a kapcsolat nem szakadt meg, ez a hagyomány még felújítható lenne. Még 1995-ben is futotta az iskola erejéből versenysikerekre (Fizika OKTV 4., 8. hely).